# Zespół Szkół Plastycznych w Katowicach
Zespół Szkół Plastycznych w Katowicach – publiczne liceum ogólnokształcące założone w 1947 roku, które kształci w zakresie sztuki stosowanej. Zespół Szkół Plastycznych, którego budynek znajduje się na ulicy Ułańskiej, jest kontynuatorem poprzedniego Państwowego Liceum Sztuk Plastycznych.

## O szkole
Obecnie w szkole kształci się ok. 300 uczniów a zatrudnionych jest ok. 50 pracowników. Obok działalności dydaktycznej w głównym budynku szkoła organizuje na zewnątrz liczne plenery malarskie, m.in. w Szkole Pożarnictwa, przygotowuje wystawy prac uczniów oraz bierze udział w konkursach krajowych i zagranicznych. Wystawa biżuterii "Moim zdaniem…" m.in. uczniów i absolwentów katowickiego Plastyka gościła w Krakowie, Kazimierzu Dolnym, Warszawie i Gdańsku, a także w Londynie w Magan Gallery. W 2018 uczniowie malowali wnętrza oddziału dziecięcego szpitala w Świętochłowicach.

## Historia
W 1989 roku sfinalizowano budowę nowego budynku szkolnego dla Zespołu Szkół Plastycznych, a w końcowej fazie starań dodatkowo rozszerzono budowę dla Liceum Muzycznego. Sejmowa Komisja Budżetowa znalazła środki na budowę, w 1992 roku Wojewoda zatwierdził założenia techniczno-ekonomiczne. W 1993 roku otrzymano z Urzędu Miasta w Katowicach dokumenty związane z lokalizacją budowy obejmującą obydwie szkoły. Plan realizacji przedsięwzięcia inwestycyjnego został zatwierdzony przez Prezydenta Katowic Jerzego Śmiałka 16 sierpnia 1993 roku, w listopadzie przystąpiono do pierwszych wykopów. Pod koniec poszczególnych lat zarejestrowano:
1994 r. – wykonanie podpiwniczenia;
1995 r. – budynki osiągnęły wysokość parteru;
1996 r. – budowa;
1997 r. (czerwiec) – odsłonięcie w budowanym obiekcie tablicy związanej z nadaniem szkole imienia Józefa Pankiewicza w ramach obchodów 50-lecia jej istnienia;
1998 r. – przejęcie nowych budynków, ich zasiedlenie i początek eksploatacji;
1999 r. – Liceum Muzyczne oddzieliło się od Zespołu Szkół Plastycznych – uzyskało nowoczesną siedzibę z internatem na Osiedlu Tysiąclecia; 
2009 r. – otwarcie basenu dla uczniów i pracowników obu szkół (ZSP i ZPSM).

## Dyrektorzy
- 1982–2012 – Irena Rączka
- 2012–2021 – Edward Josefowski[2]
- 2021-obecnie Joanna Nowrot

## Kierunki i specjalizacje
- Rysunek i malarstwo
- Rzeźba
- Podstawy projektowania
- Fotografia i film
- Grafika
- Jubilerstwo
- Snycerstwo
- Metaloplastyka

## Absolwenci
- Janina Biała-Szypuła –  artystka plastyczka[3]
- Gerard Grzywaczyk – artysta rzeźbiarz
- Krzysztof Owedyk – rysownik i poeta, twórca komiksów[4]
- Witold Pałka – malarz
- Roman Polański – reżyser, aktor i scenarzysta[5]
- Józef Stolorz – malarz
- Piotr Szmitke – artysta, scenograf, kompozytor i reżyser